# Łęka Wielka (przystanek kolejowy)
Łęka Wielka – zamknięty w 1965 roku i zlikwidowany w 1972 roku kolejowy przystanek osobowy na linii kolejowej nr 14e Karzec – Domachowo  w Łęce Wielkiej, w województwie wielkopolskim, w Polsce. Został zbudowany w 1903 roku.